# Denkmalgeschützte Objekte im Bratislavský kraj
Im Bratislavský kraj bestehen 1710 denkmalgeschützte Objekte, davon befinden sich 1271 denkmalgeschützte Objekte in der Stadt Bratislava selbst. Die unten angeführte Liste führt zu den Listen der einzelnen Stadtbezirke sowie den Landbezirken und gibt die Anzahl der Objekte an. Die Liste des Okres Bratislava I ist aufgrund der hohen Anzahl noch weiter nach den Anfangsbuchstaben der Straßen unterteilt.

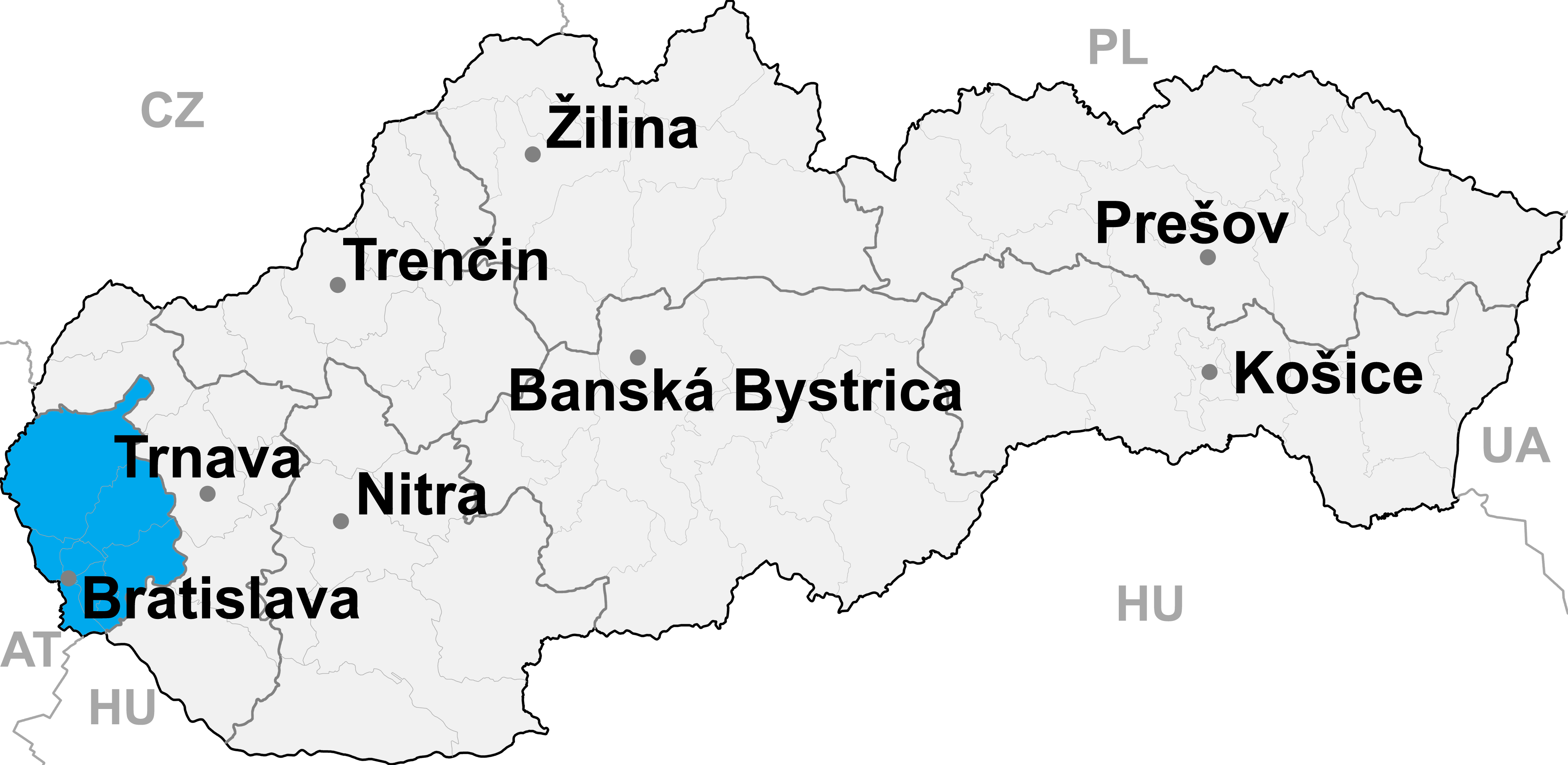

| Liste der Okresy | Objektanzahl |
| ---------------- | ------------ |
| Bratislava I/0–9 | 128          |
| Bratislava I/A–F | 82           |
| Bratislava I/G–J | 110          |
| Bratislava I/K–L | 115          |
| Bratislava I/M–O | 69           |
| Bratislava I/P–R | 148          |
| Bratislava I/S   | 80           |
| Bratislava I/Š   | 147          |
| Bratislava I/T–V | 75           |
| Bratislava I/W–Ž | 93           |
| Bratislava II    | 21           |
| Bratislava III   | 58           |
| Bratislava IV    | 116          |
| Bratislava V     | 29           |
| Malacky          | 133          |
| Pezinok          | 255          |
| Senec            | 51           |